# Loïc Merle
Loïc Merle, né en 1978, est un écrivain français.

## Biographie
Il a vécu à Lyon, Paris et en Allemagne où il s'est décidé à écrire son premier roman.

## Œuvres
- L’Esprit de l’ivresse, Arles, France, Actes Sud, coll. « Domaine français », 2013, 286 p.  (ISBN 978-2-330-02354-6)[2]

- prix du meilleur premier roman français du magazine Lire 2013
- Seul, invaincu, Arles, France, Actes Sud, coll. « Domaine français », 2015, 224 p.  (ISBN 978-2-330-03887-8)[4],[5]
- La Vie aveugle, Arles, France, Actes Sud, coll. « Domaine français », 2017, 144 p.  (ISBN 978-2-330-07267-4)
- Provinces de la nuit, Arles, France, Actes Sud, coll. « Domaine français », 2023, 336 p.  (ISBN 978-2-330-18242-7)